# Пакала-Виллидж
Пакала-Виллидж (гав. Pākalā — букв. «светит солнце»; англ. Village — «селение») — статистически обособленная местность, расположенная в округе Кауаи, штат Гавайи, США.

## История
Поселение также называют Пакала-Кэмп (англ. camp — «лагерь») по названию временных жилых помещений для рабочих плантаций сахарного тростника. Поселение первоначально состояло из жилищ сотрудников и пенсионеров сахарной плантации «Gay & Robinson» в земельном наделе (ahupuaʻa) Макавели: это последняя оставшаяся сахарная плантация на Кауаи. Плантацией управляет семья Робинсон с островов Кауаи и Ниихау из первых белых, которые переселились на Гавайи в 1863 году.

## География
Согласно Бюро переписи населения США статистически обособленная местность Пакала-Виллидж имеет общую площадь 6,7 квадратных километров, из которых 6 км2 относится к суше и 0,7 км2 или 10 % — к водным ресурсам.

## Демография
По данным переписи населения за 2000 год в Пакала-Виллидж проживало 478 человек, насчитывалось 150 домашних хозяйства, 121 семья и 172 жилых дома. Средняя плотность населения составляла около 79 человек на один квадратный километр.
Расовый состав Пакала-Виллидж по данным переписи распределился следующим образом: 14 % белых, <1 % — чёрных или афроамериканцев, 37 % — азиатов, 26 % — коренных жителей тихоокеанских островов, 22 % — представителей смешанных рас, <1 % — других народностей. Испаноговорящие составили 6 % населения.
Из 150 домашних хозяйств в 25 % — воспитывали детей в возрасте до 18 лет, 64 % представляли собой совместно проживающие супружеские пары, в 10 % семей женщины проживали без мужей, 19 % не имели семьи. 18 % от общего числа семей на момент переписи жили самостоятельно, при этом 15 % составили одинокие пожилые люди в возрасте 65 лет и старше. В среднем домашнее хозяйство ведут 3,19 человек, а средний размер семьи — 3,66 человек.
Население Пакала-Виллидж по возрастному диапазону (данные переписи 2000 года) распределилось следующим образом: 29 % — жители младше 18 лет, 6 % — между 18 и 24 годами, 21 % — от 25 до 44 лет, 22 % — от 45 до 64 лет и 24 % — в возрасте 65 лет и старше. Средний возраст жителей составил 41 год. На каждые 100 женщин приходилось 115,3 мужчин, при этом на каждые сто женщин 18 лет и старше приходилось 102,4 мужчин также старше 18 лет.

## Экономика
Средний доход на одно домашнее хозяйство Пакала-Виллидж составил 24 464 долларов США, а средний доход на одну семью — 29 000 долларов. При этом мужчины имели средний доход в 21 875 долларов в год против 14 750 долларов среднегодового дохода у женщин. Доход на душу населения составил 9 846 долларов в год. 33 % от всего числа семей в местности и 44 % от всей численности населения находилось на момент переписи за чертой бедности, при этом 69 % из них были моложе 18 лет и 26 % в возрасте 65 лет и старше.